# (10770) Belo Horizonte
(10770) Belo Horizonte est un astéroïde de la ceinture principale.

## Description
(10770) Belo Horizonte est un astéroïde de la ceinture principale. Il fut découvert le 15 novembre 1990 à La Silla par Eric Walter Elst. Il présente une orbite caractérisée par un demi-grand axe de 3,07 UA, une excentricité de 0,11 et une inclinaison de 9,4° par rapport à l'écliptique.

## Compléments